# 30雜誌
《30雜誌》是台灣一本職場生涯雜誌，由天下文化發行，創刊於2004年9月，是天下遠見文化事業群的第二本雜誌，創辦人為高希均與溫世仁。其格言為「今天就要的競爭力」。
取名為“30雜誌”，是因为杂志的讀者年龄定位为25到35歲之間。

## 獎項
| 年份   | 獲提名     | 獎項               | 結果 |
| ------ | ---------- | ------------------ | ---- |
| 2005年 | 《30雜誌》 | 金鼎獎最佳新雜誌獎 | 入圍 |

## 外部連結
- 遠見雜誌（页面存档备份，存于）